# Донне, Франсуа-Огюст-Фердинан
Франсуа-Огюст-Фердинан Донне (фр. François-Auguste-Ferdinand Donnet; 16 ноября 1795, Бур-Аржанталь, Первая французская республика — 23 декабря 1882, Бордо, Франция) — французский кардинал. Титулярный епископ Росо и коадъютор, с правом наследования, епархии Нанси и Туля с 6 апреля 1835 по 19 мая 1837. Архиепископ Бордо с 19 мая 1837 по 23 декабря 1882. Кардинал-священник с 15 марта 1852, с титулом церкви Санта-Мария-ин-Виа с 27 июня 1853 года.